# Indústria aeronáutica
Indústria aeronáutica é o setor industrial que abrange empresas governamentais ou privadas, cuja atividade é a pesquisa, desenvolvimento, fabricação, serviços e comercialização de aeronaves (aviões ou helicópteros) e seus componentes.
Os produtos deste setor caracterizam-se por um alto conteúdo tecnológico, bem como alto valor agregado.
A indústria aeronáutica faz parte de um setor industrial (Setor secundário) mais abrangente que é o da indústria aeroespacial que envolve produção de Foguetes, etc. 

## Cadeia de suprimentos
Antes das décadas de 1980/1990, os fabricantes de aeronaves e motores aeronáuticos eram integrados verticalmente. Em seguida, a Douglas Aircraft terceirizou grandes aeroestruturas e a Bombardier Global Express foi pioneira no modelo de cadeia de suprimentos "Tier 1" inspirado na indústria automotiva, com 10 a 12 parceiros limitados de compartilhamento de risco financiando cerca de metade dos custos de desenvolvimento. O E-Jet da Embraer seguiu no final da década de 1990 com menos de 40 fornecedores primários. Os fornecedores de nível 1 foram liderados pela Honeywell, Safran, Goodrich Corporation e Hamilton Sundstrand.
Nos anos 2000, a Rolls-Royce reduziu seu número de fornecedores depois de trazer executivos da cadeia de suprimentos automotiva. No Airbus A380, menos de 100 grandes fornecedores terceirizam 60% de seu valor, até 80% no A350. A Boeing adotou um modelo agressivo de Nível 1 para o 787, mas com suas dificuldades começou a questionar por que estava ganhando margens mais baixas do que seus fornecedores, enquanto parecia assumir todo o risco, seguindo sua iniciativa Partnering for Success de 2011, quando a Airbus iniciou sua própria iniciativa Scope + para o A320. A consolidação do nível 1 também afeta os fabricantes de motores: a GE Aerospace adquiriu a Avio em 2013 e a Rolls-Royce assumiu o controle da ITP Aero.

## Cidades
Locais importantes da indústria aeroespacial civil em todo o mundo incluem Seattle, Wichita, Kansas, Dayton, Ohio e St. Louis nos Estados Unidos (Boeing), Montreal e Toronto no Canadá (Bombardier, Pratt & Whitney Canadá), Toulouse e Bordeaux na França (Airbus, Dassault, ATR), Sevilha na Espanha e Hamburgo na Alemanha (Airbus), no noroeste da Inglaterra e Bristol na Grã-Bretanha (Airbus e AgustaWestland), Komsomolsk-on-Amur e Irkutsk na Rússia (Sukhoi, Beriev), Kiev e Kharkiv na Ucrânia (Antonov), Nagoya no Japão (Mitsubishi Heavy Industries Aerospace e Kawasaki Heavy Industries Aerospace), bem como São José dos Campos, no Brasil, onde a Embraer está sediada.